# Волк и баран (мультфильм, 2012)

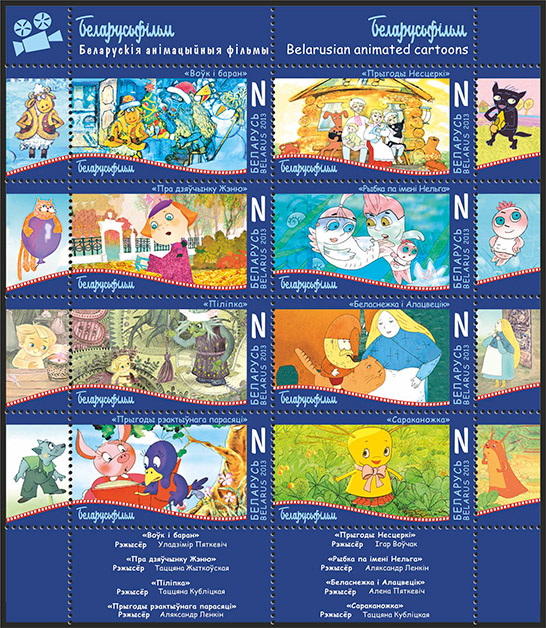
«Волк и баран» на блоке почтовых марок с мультфильмами «Беларусьфильм»

«Волк и баран» (бел. Воўк і баран) — белорусский мультипликационный фильм, снятый на киностудии «Беларусьфильм» по заказу Министерства культуры Республики Беларусь.

## Сюжет
Жили в одной деревне по соседству баран и волк: баран занимался своим садом и огородом, откуда и питался, волк еду приносил себе из леса. Соблюдая завет предков, возле своего же логова волк на баранов не охотился. Но с годами он постарел, прыти у него поубавилось. И однажды летом, волк проголодался и посмотрев на своего соседа с «гастрономическим интересом», поставил волк на барана капкан, который у него валялся с тех пор, как он сам по молодости в него угодил. Но баран не попал в капкан, всё проходил мимо него. Тогда ночью волк решил по-другому решить свою проблему: взял он дубину и зашёл в дом к барану, однако сосед был готов к такому ходу событий и выстрелом из ружья прогнал волка — завыл серый от обиды.
Настала осень. Баран складывал в свой дом урожай, а волк остался голодным и решился на отчаянный шаг — напасть с ножом на барана, сидящего перед домом и обедая за столом. Но угодил волк в свой же поставленный капкан и с воем ретировался в свою старую полуразвалившуюся избушку. Между тем настала зима, пришло Рождество. Решил волк с бараном помириться и пришёл к нему на праздничное угощение: в честь праздника выпили, песню спели. Так мирно и дружно провели они рождественскую ночь, «а уж что там наутро было — про то, может, другая сказка будет».

## Съёмочная группа
- Режиссёр: Владимир Петкевич[3]
- Сценарист: Владимир Петкевич
- Композитор: Софья Петкевич[4]
- Художник-постановщик: Анна Емельянова
- Художники: Александра Грицкова, Оксана Чутцева
- Кинооператор: Александр Бетев
- Звукооператор: Евгений Рогозин
- Редактор: Дмитрий Якутович
- Роли озвучивали: Александр Ткачёнок, Олег Корчиков
- Директоры фильма: Ирина Лантух, Екатерина Кохнюк